# Gran Premio Città di Camaiore 1999
Il Gran Premio Città di Camaiore 1999, cinquantesima edizione della corsa, si svolse il 4 agosto 1999 su un percorso di 198 km, con partenza e arrivo a Camaiore. Fu vinto dall'italiano Massimo Donati della Vini Caldirola-Sidermec davanti ai suoi connazionali Francesco Casagrande e Luca Belluomini.

## Ordine d'arrivo (Top 10)
| Pos. | Corridore            | Squadra                     | Tempo    |
| ---- | -------------------- | --------------------------- | -------- |
| 1    | Massimo Donati       | Vini Caldirola-Sidermec     | 4h18'44" |
| 2    | Francesco Casagrande | Vini Caldirola-Sidermec     | a 45"    |
| 3    | Luca Belluomini      | Navigare-Gaerne             | a 47"    |
| 4    | Paolo Lanfranchi     | Mapei-Quick Step            | a 1'09"  |
| 5    | Massimiliano Mori    | Saeco                       | s.t.     |
| 6    | Gianni Faresin       | Mapei-Quick Step            | s.t.     |
| 7    | Aleksandr Šefer      | Riso Scotti-Vinavil         | a 1'12"  |
| 8    | Gianluca Valoti      | Team Polti                  | s.t.     |
| 9    | Massimo Giunti       | Cantina Tollo               | a 1'44"  |
| 10   | Paolo Valoti         | Mobilvetta Design-Northwave | a 1'50"  |